# As I Am
As I Am ist das dritte Studioalbum der amerikanischen R&B-Sängerin Alicia Keys. Es wurde am 9. November 2007 beim Label J Records veröffentlicht und gewann insgesamt drei Grammys. Das Album verkaufte sich in den USA rund drei Millionen Mal, weltweit wurden rund sechs Millionen Exemplare verkauft.
Am 10. November 2008 wurde As I Am – The Super Edition veröffentlicht, bei der drei Bonus-Songs sowie eine Live-DVD beigelegt wurden.

## Entstehung
Alicia Keys, die seit Ende 2005 an dem Album gearbeitet hatte, kündigte das Album 2007 an. Sie sagte in einem MTV-Interview, sie habe noch nie soviel Spaß bei Aufnahmen gehabt, insbesondere durch die freie Herangehensweise und die Dinge, die sie neu gelernt habe:

“It’s coming together incredibly. I am in love with this album. It’s very fresh and new. I’m really enjoying the process, and I think this may be the most fun I’ve had recording yet, in regards to just being free about it and allowing all the new things I’m learning to come out through this music.”

## Albumversionen

### Originalversion
Die Originalversion von As I Am wurde am 9. November 2007 in Deutschland, einen Tag darauf in Australien, Frankreich, ab dem 12. November 2007 dann auch in den USA veröffentlicht. Sie ist insgesamt 55 min 58s lang und umfasst eine Tracklist von folgenden Liedern:
1. As I Am Intro (Alicia Keys) – 1:52
2. Go Ahead (Alicia Keys, Mark Batson, Taneisha Smith) – 4:35
3. Superwoman (Alicia Keys, Linda Perry) – 4:34
4. No One (Alicia Keys, Kerry Brothers) – 4:13
5. Like You’ll Never See Me Again (Alicia Keys, Kerry Brothers) – 5:15
6. Lesson Learned (feat. John Mayer) (Alicia Keys, John Mayer) – 4:13
7. Wreckless Love (Alicia Keys, Harold Lilly) – 3:52
8. The Thing About Love (Alicia Keys, Linda Perry) – 3:49
9. Teenage Love Affair (Alicia Keys, Harold Lilly) – 3:10
10. I Need You (Alicia Keys, Mark Batson) – 5:09
11. Where Do We Go From Here (Alicia Keys, Kerry Brothers) – 4:10
12. Prelude To A Kiss (Alicia Keys) – 2:07
13. Tell You Something (Nana’s Reprise) (Alicia Keys, Novel Stevenson) – 4:28
14. Sure Looks Good To Me (Alicia Keys, Linda Perry) – 4:31

Anmerkung: In der Klammer hinter dem jeweiligen Lied sind die Songwriter genannt.

### Bonustracks
Zu dem Album erschienen unter anderem auch noch zwei Bonustracks, eine DVD mit drei Live-Auftritten aus dem Hollywood Bowl sowie zwei Behind the Scenes:
1. Waiting For Your Love – 3:53
2. Hurt So Bad – 2:56

Bonus-DVD
1. Karma
2. Heartburn
3. Wake Up
4. Behind the Scenes: As I Am Photo Shoot
5. Behind the Scenes: No One Video Shoot

### The Super Edition
Die Super Edition des Albums wurde am 10. November 2008 veröffentlicht und enthält neben der normalen Tracklist noch drei weitere Songs. Außerdem ist eine DVD beigelegt, auf der fünf Tracks live vom Coronet Theatre in London zu finden sind. Diese wurden am 11. Juli 2008 aufgezeichnet.
Bonus-Tracks
1. Another Way to Die (feat. Jack White) – 4:24
2. Doncha Know (Sky Is Blue) – 4:24
3. Saviour – 3:22

Bonus-DVD
1. You Don’t Know My Name
2. Superwoman
3. No One
4. Teenage Love Affair
5. If I Ain’t Got You

## Singleauskopplungen
| Jahr | Titel                          | Höchstplatzierung, Gesamtwochen, AuszeichnungChartplatzierungen (Jahr, Titel, , Platzierungen, Wochen, Auszeichnungen, Anmerkungen) | Höchstplatzierung, Gesamtwochen, AuszeichnungChartplatzierungen (Jahr, Titel, , Platzierungen, Wochen, Auszeichnungen, Anmerkungen) | Höchstplatzierung, Gesamtwochen, AuszeichnungChartplatzierungen (Jahr, Titel, , Platzierungen, Wochen, Auszeichnungen, Anmerkungen) | Höchstplatzierung, Gesamtwochen, AuszeichnungChartplatzierungen (Jahr, Titel, , Platzierungen, Wochen, Auszeichnungen, Anmerkungen) | Höchstplatzierung, Gesamtwochen, AuszeichnungChartplatzierungen (Jahr, Titel, , Platzierungen, Wochen, Auszeichnungen, Anmerkungen) | Höchstplatzierung, Gesamtwochen, AuszeichnungChartplatzierungen (Jahr, Titel, , Platzierungen, Wochen, Auszeichnungen, Anmerkungen) | Anmerkungen                                                                  |
| Jahr | Titel                          | DE | AT | CH | UK | US | R&B | Anmerkungen                                                                  |
| ---- | ------------------------------ | --- | --- | --- | --- | --- | --- | ---------------------------------------------------------------------------- |
| 2007 | No One                         | DE3 Gold · (27 Wo.)DE | AT3 (27 Wo.)AT | CH1 (44 Wo.)CH | UK6 ×2Doppelplatin · (29 Wo.)UK | US1 ×2Diamant + Doppelplatin (Mastertone) · (39 Wo.)US                                                                              | R&B1 (39 Wo.)R&B | Erstveröffentlichung: 11. September 2007 Verkäufe: + 14.526.666              |
| 2008 | Like You’ll Never See Me Again | DE63 (3 Wo.)DE | — | — | UK53 (2 Wo.)UK | US12 Platin (Mastertone) + Platin · (24 Wo.)US                                                                                      | R&B1 (45 Wo.)R&B | Erstveröffentlichung: 25. Februar 2008 Verkäufe: + 2.000.000                 |
| 2008 | Teenage Love Affair            | — | — | — | — | US54 (16 Wo.)US | R&B3 (35 Wo.)R&B | Erstveröffentlichung: 22. April 2008                                         |
| 2008 | Superwoman                     | DE43 (8 Wo.)DE | AT43 (2 Wo.)AT | CH48 (7 Wo.)CH | — | US82 Gold · (7 Wo.)US | R&B12 (20 Wo.)R&B | Erstveröffentlichung: 30. August 2008 Verkäufe: + 500.000                    |
| 2008 | Another Way to Die             | DE8 (19 Wo.)DE | AT2 (21 Wo.)AT | CH4 (23 Wo.)CH | UK9 Silber · (14 Wo.)UK | US81 (2 Wo.)US | — | Erstveröffentlichung: 29. September 2008 Verkäufe: + 250.000; mit Jack White |

## Preise
Alicia Keys gewann mit ihrem Album As I Am und den daraus ausgekoppelten Singles in den Jahren 2007, 2008 und 2009 insgesamt elf Preise.
Im Jahr 2008 erhielt Alicia Keys in Los Angeles zwei Grammys in den Kategorien Best Female R&B Vocal Performance und Best R&B Song für „No One“. Außerdem gewann sie für ihr Album zwei American Music Awards, einen NAACP Award sowie einen World Music Award. Im Jahr 2009 erhielt Alicia Keys für ihren Song „Superwoman“ einen weiteren Grammy.

## Kommerzieller Erfolg

### Chartplatzierungen
| ChartsChartplatzierungen           | Höchstplatzierung | Wochen |
| ---------------------------------- | ----------------- | ------ |
| Deutschland (GfK)                  | 6 (21 Wo.)        | 21     |
| Österreich (Ö3)                    | 9 (17 Wo.)        | 17     |
| Schweiz (IFPI)                     | 1 (32 Wo.)        | 32     |
| Vereinigtes Königreich (OCC)       | 11 (23 Wo.)       | 23     |
| Vereinigte Staaten (Billboard)     | 1 (63 Wo.)        | 63     |
| Vereinigte Staaten (Billboard R&B) | 1 (78 Wo.)        | 78     |

| ChartsJahrescharts (2007)    | Platzierung |
| ---------------------------- | ----------- |
| Vereinigtes Königreich (OCC) | 99          |

| ChartsJahrescharts (2008)      | Platzierung |
| ------------------------------ | ----------- |
| Deutschland (GfK)              | 77          |
| Schweiz (IFPI)                 | 32          |
| Vereinigte Staaten (Billboard) | 1           |

### Auszeichnungen für Musikverkäufe
| Land/Region                  | Auszeichnungen für Musikverkäufe (Land/Region, Auszeichnung, Verkäufe) | Verkäufe    |
| ---------------------------- | ---------------------------------------------------------------------- | ----------- |
| Australien (ARIA)            | Platin                                                                 | 70.000      |
| Belgien (BRMA)               | Gold                                                                   | 15.000      |
| Deutschland (BVMI)           | Platin                                                                 | 200.000     |
| Europa (IFPI)                | Platin                                                                 | (1.000.000) |
| Frankreich (SNEP)            | Platin                                                                 | 200.000     |
| Irland (IRMA)                | Gold                                                                   | 7.500       |
| Italien (FIMI)               | —                                                                      | 100.000     |
| Japan (RIAJ)                 | Gold                                                                   | 100.000     |
| Kanada (MC)                  | 2× Platin                                                              | 200.000     |
| Neuseeland (RMNZ)            | 2× Platin                                                              | 30.000      |
| Niederlande (NVPI)           | Gold                                                                   | 35.000      |
| Österreich (IFPI)            | Gold                                                                   | 10.000      |
| Polen (ZPAV)                 | Platin                                                                 | 20.000      |
| Portugal (AFP)               | Platin                                                                 | 20.000      |
| Russland (NFPF)              | Gold                                                                   | 10.000      |
| Schweiz (IFPI)               | Platin                                                                 | 30.000      |
| Spanien (Promusicae)         | Gold                                                                   | 30.000      |
| Vereinigte Staaten (RIAA)    | 5× Platin                                                              | 5.000.000   |
| Vereinigtes Königreich (BPI) | 2× Platin                                                              | 600.000     |
| Insgesamt                    | 7× Gold · 18× Platin ·                                                 | 6.712.500   |

Hauptartikel: Alicia Keys/Auszeichnungen für Musikverkäufe